# Danh sách cầu thủ tham dự Cúp bóng đá U-23 châu Á 2022
Dưới đây là danh sách cầu thủ tham dự Cúp bóng đá U-23 châu Á 2022 tại Uzbekistan từ ngày 1 đến 19 tháng 6 năm 2022.

## Bảng A

### Uzbekistan
Huấn luyện viên: Timur Kapadze
| 0#0 | Vị trí | Cầu thủ                   | Ngày sinh và tuổi           | Câu lạc bộ      |
| --- | ------ | ------------------------- | --------------------------- | --------------- |
| 1   | TM     | Abduvohid Nematov         | 20 tháng 3, 2001 (21 tuổi)  | FC Nasaf        |
| 2   | HV     | Saidazamat Mirsaidov      | 19 tháng 7, 2001 (20 tuổi)  | FK Olympic      |
| 3   | HV     | Dostonbek Tursunov        | 3 tháng 1, 2001 (21 tuổi)   | FK Olympic      |
| 4   | HV     | Abubakr Turdialiev        | 4 tháng 2, 2001 (21 tuổi)   | FK Olympic      |
| 5   | HV     | Mukhammadkodir Khamraliev | 6 tháng 7, 2001 (20 tuổi)   | FK Olympic      |
| 6   | HV     | Ibrokhimkhalil Yuldoshev  | 14 tháng 2, 2001 (21 tuổi)  | Nizhny Novgorod |
| 7   | TV     | Khojimat Erkinov          | 29 tháng 5, 2001 (21 tuổi)  | Pakhtakor       |
| 8   | TV     | Ibrokhim Ibragimov        | 12 tháng 1, 2001 (21 tuổi)  | PFK Metallurg   |
| 9   | TV     | Ulugbek Khoshimov         | 3 tháng 1, 2001 (21 tuổi)   | Neftchi Fergana |
| 10  | TV     | Jasurbek Jaloliddinov     | 15 tháng 5, 2002 (20 tuổi)  | FC Kairat       |
| 11  | TĐ     | Otabek Jurakuziyev        | 2 tháng 4, 2002 (20 tuổi)   | FK Olympic      |
| 12  | TM     | Vladimir Nazarov          | 8 tháng 6, 2002 (19 tuổi)   | FK Olympic      |
| 13  | HV     | Eldorbek Begimov          | 29 tháng 1, 2001 (21 tuổi)  | FK Olympic      |
| 14  | TV     | Abbosbek Fayzullaev       | 3 tháng 10, 2003 (18 tuổi)  | Pakhtakor       |
| 15  | HV     | Odilbek Abdumajidov       | 1 tháng 6, 2001 (21 tuổi)   | FC Ordabasy     |
| 16  | HV     | Alibek Davronov           | 28 tháng 12, 2002 (19 tuổi) | FC Nasaf        |
| 17  | TV     | Diyor Kholmatov           | 22 tháng 7, 2002 (19 tuổi)  | Pakhtakor       |
| 18  | HV     | Abubakir Ashurov          | 12 tháng 6, 2003 (18 tuổi)  | Pakhtakor       |
| 19  | TĐ     | Ruslanbek Jiyanov         | 5 tháng 6, 2001 (20 tuổi)   | FK Olympic      |
| 20  | TĐ     | Khusayin Norchaev         | 6 tháng 2, 2002 (20 tuổi)   | FC Nasaf        |
| 21  | TM     | Khamidullo Abdunabiev     | 20 tháng 8, 2002 (19 tuổi)  | FK Olympic      |
| 22  | TĐ     | Alisher Odilov            | 15 tháng 7, 2001 (20 tuổi)  | FK Olympic      |
| 23  | TV     | Abdurauf Buriev           | 20 tháng 7, 2002 (19 tuổi)  | FK Olympic      |

### Iran
Huấn luyện viên: Mehdi Mahdavikia
| 22 | TM | Parsa Jafari           | 9 tháng 7, 1999 (22 tuổi)   | Zob Ahan         |  |  |
| 1  | TM | Reza Kakhsaz           | 21 tháng 1, 1999 (23 tuổi)  | Paykan           |  |  |
| 12 | TM | Payam Parsa            | 22 tháng 7, 2002 (19 tuổi)  | Sanat Naft       |  |  |
|    |    |                        |                             |                  |  |  |
| 4  | HV | Saman Fallah           | 12 tháng 5, 2001 (21 tuổi)  | Paykan           |  |  |
| 16 | HV | Mohammad Ghorbani      | 21 tháng 5, 2001 (21 tuổi)  | Nassaji          |  |  |
| 18 | HV | Alireza Khodaei        | 3 tháng 3, 2001 (21 tuổi)   | Saipa            |  |  |
| 5  | HV | Mohammad Amin Hazbavi  | 6 tháng 5, 2003 (19 tuổi)   | Foolad           |  |  |
| 3  | HV | Milad Kor              | 9 tháng 10, 2003 (18 tuổi)  | Zob Ahan         |  |  |
|    |    |                        |                             |                  |  |  |
| 10 | TV | Yasin Salmani          | 27 tháng 2, 2002 (20 tuổi)  | Sepahan          |  |  |
| 23 | TV | Arya Yousefi           | 22 tháng 4, 2002 (20 tuổi)  | Sepahan          |  |  |
| 9  | TV | Alireza Bavieh         | 21 tháng 8, 2002 (19 tuổi)  | Foolad           |  |  |
| 21 | TV | Erfan Shahriari        | 19 tháng 5, 2002 (20 tuổi)  | Paykan           |  |  |
| 15 | TV | Mohammadhossein Eslami | 13 tháng 4, 2001 (21 tuổi)  | Zob Ahan         |  |  |
| 7  | TV | Mohammad Khodabandelou | 7 tháng 9, 1999 (22 tuổi)   | Zob Ahan         |  |  |
| 11 | TV | Ahmad Shariatzadeh     | 1 tháng 7, 2002 (19 tuổi)   | Sanat Naft       |  |  |
| 8  | TV | Mohammadhossein Zavari | 11 tháng 1, 2001 (21 tuổi)  | Sanat Naft       |  |  |
| 13 | TV | Mohammad Mehdi Ahmadi  | 10 tháng 1, 2001 (21 tuổi)  | Naft MIS         |  |  |
| 17 | TV | Yadegar Rostami        | 2 tháng 1, 2004 (18 tuổi)   | Pogoń Szczecin   |  |  |
| 6  | TV | Ali Pilaram            | 2 tháng 12, 2001 (20 tuổi)  | Pars Jonoubi Jam |  |  |
|    |    |                        |                             |                  |  |  |
| 2  | TĐ | Mehdi Hashemnejad      | 27 tháng 10, 2001 (20 tuổi) | Naft MIS         |  |  |
| 14 | TĐ | Amir Hasan Jafari      | 20 tháng 8, 1999 (22 tuổi)  | Shahr Khodro     |  |  |
| 19 | TĐ | Belal Arazi            | 30 tháng 10, 2001 (20 tuổi) | Pars Jonoubi Jam |  |  |
| 20 | TĐ | Ali Kalmarzy Sabet     | 30 tháng 10, 2001 (20 tuổi) | Roda JC Kerkrade |  |  |

### Qatar
Huấn luyện viên:  Nicolás Córdova
| 1  | TM | Mahmud Abunada      | 1 tháng 2, 2000 (22 tuổi)   | Al-Arabi   |  |  |
| 21 | TM | Marwan Badreldin    | 17 tháng 4, 1999 (23 tuổi)  | Al-Shamal  |  |  |
| 22 | TM | Salah Zakaria       | 24 tháng 4, 1999 (23 tuổi)  | Al-Duhail  |  |  |
|    |    |                     |                             |            |  |  |
| 2  | HV | Ali Malolah         | 26 tháng 2, 1999 (23 tuổi)  | Al-Rayyan  |  |  |
| 3  | HV | Diyab Taha          | 15 tháng 5, 2001 (21 tuổi)  | Al-Khor    |  |  |
| 4  | HV | Mohammed Emad Ayash | 27 tháng 2, 2001 (21 tuổi)  | Al-Wakrah  |  |  |
| 5  | HV | Yousef Ayman        | 21 tháng 3, 1999 (23 tuổi)  | Qatar SC   |  |  |
| 12 | HV | Abdullah Al-Sulaiti | 11 tháng 8, 2002 (19 tuổi)  | Al Ahli    |  |  |
| 13 | HV | Mohamed Al-Naemi    | 25 tháng 3, 2000 (22 tuổi)  | Al-Duhail  |  |  |
| 15 | HV | Jassem Gaber        | 20 tháng 2, 2002 (20 tuổi)  | Al-Arabi   |  |  |
| 19 | HV | Ahmed Suhail        | 8 tháng 2, 1999 (23 tuổi)   | Al-Arabi   |  |  |
|    |    |                     |                             |            |  |  |
| 8  | TV | Mostafa Tarek       | 28 tháng 3, 2001 (21 tuổi)  | Al Sadd    |  |  |
| 11 | TV | Jassim Al-Mehairi   | 30 tháng 8, 2002 (19 tuổi)  | Qatar SC   |  |  |
| 14 | TV | Andri Syahputra     | 29 tháng 6, 1999 (22 tuổi)  | Al-Gharafa |  |  |
| 16 | TV | Faisal Azadi        | 13 tháng 1, 2001 (21 tuổi)  | Al Sadd    |  |  |
| 17 | TV | Khaled Waleed       | 25 tháng 12, 1999 (22 tuổi) | Qatar SC   |  |  |
| 20 | TV | Ahmed Al Ganehi     | 22 tháng 9, 2000 (21 tuổi)  | Al-Gharafa |  |  |
| 23 | TV | Jassem Al-Sharshani | 2 tháng 1, 2003 (19 tuổi)   | Al Ahli    |  |  |
|    |    |                     |                             |            |  |  |
| 7  | TĐ | Abdulrasheed Umaru  | 12 tháng 8, 1999 (22 tuổi)  | Al Ahli    |  |  |
| 9  | TĐ | Yusuf Abdurisag     | 6 tháng 8, 1999 (22 tuổi)   | Al Sadd    |  |  |
| 10 | TĐ | Hashim Ali          | 17 tháng 8, 2000 (21 tuổi)  | Al-Rayyan  |  |  |

### Turkmenistan
Huấn luyện viên: Ahmet Agamyradow
| 0#0 | Vị trí | Cầu thủ                | Ngày sinh và tuổi           | Câu lạc bộ         |
| --- | ------ | ---------------------- | --------------------------- | ------------------ |
| 1   | TM     | Batyr Gaýlyýew         | 26 tháng 2, 2000 (22 tuổi)  | Ahal               |
| 2   | HV     | Yhlas Toýjanow         | 8 tháng 1, 2001 (21 tuổi)   | Altyn Asyr         |
| 3   | HV     | Oraz Orazow            | 27 tháng 1, 2002 (20 tuổi)  | Altyn Asyr         |
| 4   | HV     | Wepa Jumaýew           | 18 tháng 12, 2000 (21 tuổi) | FC Lokomotiv Gomel |
| 5   | TV     | Ruslan Tajiyev         |                             | Altyn Asyr         |
| 6   | HV     | Roman Galkin           | 21 tháng 9, 2002 (19 tuổi)  | Turkmenistan       |
| 7   | TĐ     | Rahman Myratberdiýew   | 31 tháng 10, 2001 (20 tuổi) | Altyn Asyr         |
| 8   | TV     | Mirza Beknazarow       | 15 tháng 5, 2000 (22 tuổi)  | Ahal               |
| 9   | TĐ     | Begençmyrat Myradow    | 9 tháng 8, 2001 (20 tuổi)   | Altyn Asyr         |
| 10  | TV     | Meýlis Diniýew         | 11 tháng 7, 2000 (21 tuổi)  | Ahal               |
| 11  | TĐ     | Şamämmet Hydyrow       | 20 tháng 1, 2001 (21 tuổi)  | Altyn Asyr         |
| 12  | HV     | Ambýar Mahmudow        | 3 tháng 9, 1999 (22 tuổi)   | Köpetdag           |
| 13  | TĐ     | Arslan Saparow         |                             | Turkmenistan       |
| 14  | TV     | Teymur Çaryýew         |                             | Turkmenistan       |
| 15  | HV     | Döwran Berdiýew        | 27 tháng 12, 2000 (21 tuổi) | Aşgabat            |
| 16  | TM     | Rüstem Ahallyýew       | 16 tháng 11, 2002 (19 tuổi) | Ahal               |
| 17  | TĐ     | Daýanç Meredow         | 15 tháng 2, 2003 (19 tuổi)  | Ahal               |
| 18  | TV     | Röwşen Baýlyýew        |                             | Turkmenistan       |
| 19  | HV     | Arzuwguly Sapargulýyew | 28 tháng 7, 2001 (20 tuổi)  | Ahal               |
| 20  | TV     | Hojanazar Gurbanow     |                             | Turkmenistan       |
| 21  | HV     | Begmyrat Arbatow       | 20 tháng 2, 1999 (23 tuổi)  | Altyn Asyr         |
| 22  | TM     | Rasul Çaryýew          | 30 tháng 9, 1999 (22 tuổi)  | Ahal               |
| 23  | TV     | Welmyrat Ballakow      | 4 tháng 4, 1999 (23 tuổi)   | Altyn Asyr         |

## Bảng B

### Úc
Huấn luyện viên : Tony Vidmar
| 0#0 | Vị trí | Cầu thủ                 | Ngày sinh và tuổi           | Câu lạc bộ               |
| --- | ------ | ----------------------- | --------------------------- | ------------------------ |
| 1   | TM     | Joe Gauci               | 4 tháng 7, 2000 (21 tuổi)   | Adelaide United          |
| 2   | HV     | Lewis Miller            | 24 tháng 8, 2000 (21 tuổi)  | Central Coast Mariners   |
| 3   | HV     | Jay Rich-Baghuelou      | 22 tháng 10, 1999 (22 tuổi) | Accrington Stanley       |
| 4   | HV     | Jordan Courtney-Perkins | 6 tháng 11, 2002 (19 tuổi)  | Warta Poznań             |
| 5   | HV     | Jordan Bos              | 29 tháng 10, 2002 (19 tuổi) | Melbourne City           |
| 6   | TV     | Tyrese Francois         | 16 tháng 7, 2000 (21 tuổi)  | Fulham                   |
| 7   | TĐ     | Lachlan Brook           | 8 tháng 2, 2001 (21 tuổi)   | Adelaide United          |
| 8   | TV     | Patrick Yazbek          | 22 tháng 8, 2002 (19 tuổi)  | Sydney FC                |
| 9   | TĐ     | Alou Kuol               | 5 tháng 7, 2001 (20 tuổi)   | VfB Stuttgart            |
| 10  | TV     | Ramy Najjarine          | 23 tháng 4, 2000 (22 tuổi)  | Western Sydney Wanderers |
| 11  | TĐ     | Kusini Yengi            | 15 tháng 1, 1999 (23 tuổi)  | Adelaide United          |
| 12  | TM     | Jacob Chapman           | 22 tháng 10, 2000 (21 tuổi) | Huddersfield Town        |
| 13  | HV     | Kai Trewin              | 18 tháng 5, 2001 (21 tuổi)  | Brisbane Roar            |
| 14  | TV     | Josh Nisbet             | 15 tháng 6, 1999 (22 tuổi)  | Central Coast Mariners   |
| 15  | HV     | Hosine Bility           | 10 tháng 5, 2000 (22 tuổi)  | Knattspyrnufélagið Fram  |
| 16  | TV     | Louis D'Arrigo          | 23 tháng 9, 2001 (20 tuổi)  | Adelaide United          |
| 17  | TV     | Cameron Peupion         | 23 tháng 9, 2002 (19 tuổi)  | Brighton & Hove Albion   |
| 18  | TM     | Nicholas Bilokapic      | 8 tháng 9, 2002 (19 tuổi)   | Huddersfield Town        |
| 19  | TĐ     | Patrick Wood            | 16 tháng 9, 2002 (19 tuổi)  | Sydney FC                |
| 20  | HV     | Joshua Rawlins          | 23 tháng 4, 2004 (18 tuổi)  | Perth Glory              |
| 21  | TĐ     | Bernardo Oliveira       | 16 tháng 3, 2004 (18 tuổi)  | Adelaide United          |
| 22  | TĐ     | Tristan Hammond         | 5 tháng 1, 2003 (19 tuổi)   | FK Austria Wien          |
| 23  | HV     | Jacob Farrell           | 19 tháng 11, 2002 (19 tuổi) | Central Coast Mariners   |

### Jordan
Huấn luyện viên: Ahmad Hayel
| 1  | TM | Abdallah Al-Fakhouri | 20 tháng 1, 2000 (22 tuổi)  | Al-Wehdat        |  |  |
| 12 | TM | Ahmad Juaidi         | 9 tháng 4, 2001 (21 tuổi)   | Shabab Al-Ordon  |  |  |
| 22 | TM | Qais Abassi          | 24 tháng 5, 2001 (21 tuổi)  | Al-Jazeera       |  |  |
|    |    |                      |                             |                  |  |  |
| 2  | HV | Husam Abudahab       | 13 tháng 5, 2000 (22 tuổi)  | Al-Faisaly       |  |  |
| 3  | HV | Yazan Abdelaal       | 7 tháng 1, 1999 (23 tuổi)   | Al-Jalil Irbid   |  |  |
| 4  | HV | Danial Afaneh        | 24 tháng 3, 2001 (21 tuổi)  | Al-Wehdat        |  |  |
| 5  | HV | Hadi Al-Hourani      | 14 tháng 4, 2000 (22 tuổi)  | Al-Ramtha        |  |  |
| 13 | HV | Shoqi Al-Quz'a       | 14 tháng 1, 1999 (23 tuổi)  | Shabab Al-Ordon  |  |  |
| 14 | HV | Bassam Daldoom       | 13 tháng 10, 1999 (22 tuổi) |                  |  |  |
| 18 | HV | Mohannad Abu Taha    | 2 tháng 2, 2003 (19 tuổi)   | Al-Wehdat        |  |  |
| 23 | TV | Yousef Abu Al-Jazar  | 25 tháng 10, 1999 (22 tuổi) | Al-Ramtha        |  |  |
|    |    |                      |                             |                  |  |  |
| 6  | TV | Nizar Al-Rashdan     | 23 tháng 3, 1999 (23 tuổi)  | Al-Faisaly       |  |  |
| 7  | TV | Omar Hani            | 27 tháng 6, 1999 (22 tuổi)  | FK Gabala        |  |  |
| 8  | TV | Ibrahim Sadeh        | 27 tháng 4, 2000 (22 tuổi)  | Al-Hussein Irbid |  |  |
| 15 | TV | Abdel Al-Bualkas     |                             | Al-Ramtha        |  |  |
| 16 | TV | Fadel Haikal         | 14 tháng 2, 2000 (22 tuổi)  | Shabab Al-Ordon  |  |  |
| 17 | TV | Amin Al-Shanaineh    | 7 tháng 4, 2003 (19 tuổi)   | Al-Faisaly       |  |  |
| 19 | TV | Ahmad Abu Sha'ireh   | 29 tháng 2, 2000 (22 tuổi)  | Al-Jazeera       |  |  |
|    |    |                      |                             |                  |  |  |
| 9  | TĐ | Khaled Sayaheen      | 5 tháng 6, 2000 (21 tuổi)   | Ma'an            |  |  |
| 10 | TĐ | Mohammad Aburiziq    | 1 tháng 2, 1999 (23 tuổi)   | Al-Baqa'a        |  |  |
| 11 | TĐ | Hamza Al-Saifi       | 3 tháng 2, 1999 (23 tuổi)   | Al-Jazeera       |  |  |
| 20 | TĐ | Bashar Al-Diabat     |                             | Al-Ramtha        |  |  |
| 21 | TĐ | Abdallah Al-Shuaybat | 19 tháng 2, 2000 (22 tuổi)  | Al-Faisaly       |  |  |

### Iraq
Huấn luyện viên:  Miroslav Soukup
| 1  | TM | Mustafa Athab            | 2 tháng 3, 1999 (23 tuổi)   | Al-Diwaniya         |  |  |
| 12 | TM | Hussein Ali Jooli        | 18 tháng 9, 2002 (19 tuổi)  | Erbil               |  |  |
| 22 | TM | Hassan Ahmed             | 4 tháng 10, 1999 (22 tuổi)  | Al-Talaba           |  |  |
|    |    |                          |                             |                     |  |  |
| 2  | HV | Abbas Badeea             | 9 tháng 1, 2000 (22 tuổi)   | Naft Maysan         |  |  |
| 3  | HV | Mustafa Waleed Fatla     | 28 tháng 1, 2002 (20 tuổi)  | Iraq                |  |  |
| 4  | HV | Hussein Ammar            | 16 tháng 6, 2001 (20 tuổi)  | Iraq                |  |  |
| 5  | HV | Cardo Siddik             | 21 tháng 9, 2002 (19 tuổi)  | Crystal Palace U23  |  |  |
| 6  | HV | Zaid Tahseen             | 29 tháng 1, 2001 (21 tuổi)  | Al-Talaba           |  |  |
| 14 | HV | Merchas Doski            | 7 tháng 12, 1999 (22 tuổi)  | Wacker Innsbruck    |  |  |
| 15 | HV | Mohammed Al-Baqer        | 8 tháng 4, 2000 (22 tuổi)   | Al-Diwaniya         |  |  |
| 19 | HV | Hassan Raed              | 23 tháng 9, 2000 (21 tuổi)  | Al-Quwa Al-Jawiya   |  |  |
| 23 | HV | Ahmed Naeem              | 29 tháng 1, 1999 (23 tuổi)  | Al-Najaf            |  |  |
|    |    |                          |                             |                     |  |  |
| 8  | TV | Moamel Abdulridha Ogaili | 28 tháng 3, 2000 (22 tuổi)  | Amanat Baghdad      |  |  |
| 10 | TV | Hasan Abdulkareem        | 1 tháng 1, 1999 (23 tuổi)   | Al-Karkh            |  |  |
| 11 | TV | Muntadher Mohammed       | 5 tháng 6, 2001 (20 tuổi)   | Al-Zawraa           |  |  |
| 13 | TV | Ali Majid Al-Rubaye      | 22 tháng 10, 2000 (21 tuổi) | Iraq                |  |  |
| 16 | TV | Muntadher Abdulameer     | 6 tháng 10, 2001 (20 tuổi)  | Al-Quwa Al-Jawiya   |  |  |
| 20 | TV | Alexander Aoraha         | 17 tháng 1, 2003 (19 tuổi)  | Queens Park Rangers |  |  |
| 21 | TV | Ammar Falih              | 13 tháng 3, 2001 (21 tuổi)  | Al-Shorta           |  |  |
|    |    |                          |                             |                     |  |  |
| 7  | TĐ | Amin Al-Hamawi           | 17 tháng 12, 2003 (18 tuổi) | Helsingborgs        |  |  |
| 9  | TĐ | Wakaa Ramadhan           | 17 tháng 4, 1999 (23 tuổi)  | Al-Talaba           |  |  |
| 17 | TĐ | Maytham Waad             | 28 tháng 4, 2002 (20 tuổi)  | Al-Quwa Al-Jawiya   |  |  |
| 18 | TĐ | Hiran Ahmed              | 6 tháng 4, 2000 (22 tuổi)   | FC Thun             |  |  |

### Kuwait
Huấn luyện viên: Abdulaziz Hamada
| 0#0 | Vị trí | Cầu thủ               | Ngày sinh và tuổi           | Câu lạc bộ  |
| --- | ------ | --------------------- | --------------------------- | ----------- |
| 1   | TM     | Khaled Al-Ajaji       | 18 tháng 3, 1999 (23 tuổi)  | Al-Fahaheel |
| 2   | HV     | Abdullah Al-Jazzaf    | 20 tháng 6, 2000 (21 tuổi)  | Kazma SC    |
| 3   | HV     | Khaled Sabah          | 23 tháng 2, 2002 (20 tuổi)  | Al-Qadsia   |
| 4   | HV     | Yousef Al-Haqan       | 5 tháng 2, 2002 (20 tuổi)   | Al-Qadsia   |
| 5   | TV     | Othman Al-Shammari    | 4 tháng 4, 2000 (22 tuổi)   | Kazma SC    |
| 6   | HV     | Abdulaziz Naji        | 19 tháng 8, 2001 (20 tuổi)  | Kuwait SC   |
| 7   | TĐ     | Yousef Ayedh          | 18 tháng 3, 2000 (22 tuổi)  | Kuwait SC   |
| 8   | TV     | Naser Falah           | 1 tháng 1, 1999 (23 tuổi)   | Al-Sahel    |
| 9   | TĐ     | Fawwaz Al-Embailesh   | 8 tháng 1, 1999 (23 tuổi)   | Al-Qadsia   |
| 10  | TĐ     | Aqeel Al-Hazeem       | 8 tháng 12, 1999 (22 tuổi)  | Kazma SC    |
| 11  | TĐ     | Abdulrahman Karam     | 15 tháng 3, 2001 (21 tuổi)  | Al-Arabi    |
| 12  | HV     | Saleh Al-Mehtab       |                             | Kazma SC    |
| 13  | HV     | Ali Abd Al-Rasoul     | 13 tháng 1, 1999 (23 tuổi)  | Al-Arabi    |
| 14  | TV     | Khaled Al-Mershed     | 6 tháng 4, 1999 (23 tuổi)   | Al-Arabi    |
| 15  | HV     | Saleh Al-Bannay       |                             | Kuwait SC   |
| 16  | TV     | Mahdi Dashti          | 26 tháng 10, 2001 (20 tuổi) | Al-Salmiya  |
| 17  | HV     | Mohammad Al-Rashed    |                             | Kuwait SC   |
| 18  | TV     | Bader Al-Mutairi      | 26 tháng 9, 2003 (18 tuổi)  | Al-Arabi    |
| 19  | TĐ     | Fahad Al-Azmi         |                             | Al-Salmiya  |
| 20  | TV     | Fahad Zayed           | 4 tháng 2, 2001 (21 tuổi)   | Kazma SC    |
| 21  | HV     | Abdulaziz Marzoaq     |                             | Al-Jahra    |
| 22  | TM     | Abdulrahman Al-Fadhli | 23 tháng 3, 2001 (21 tuổi)  | Al-Salmiya  |
| 23  | TM     | Mohammad Al-Husainan  |                             | Al-Nasr     |

## Bảng C

### Hàn Quốc
Huấn luyện viên : Hwang Sun-hong
| 0#0 | Vị trí | Cầu thủ        | Ngày sinh và tuổi           | Câu lạc bộ              |
| --- | ------ | -------------- | --------------------------- | ----------------------- |
| 1   | TM     | Goh Dong-min   | 12 tháng 1, 1999 (23 tuổi)  | Gyeongnam FC            |
| 2   | HV     | Choi Jun       | 17 tháng 4, 1999 (23 tuổi)  | Busan IPark             |
| 3   | HV     | Lee Kyu-hyuk   | 4 tháng 5, 1999 (23 tuổi)   | Jeonnam Dragons         |
| 4   | HV     | Lee Sang-min   | 30 tháng 8, 1999 (22 tuổi)  | Chungnam Asan           |
| 5   | HV     | Kim Ju-sung    | 12 tháng 12, 2000 (21 tuổi) | Gimcheon Sangmu         |
| 6   | TV     | Ko Jae-hyeon   | 5 tháng 3, 1999 (23 tuổi)   | Daegu FC                |
| 7   | TĐ     | Cho Young-wook | 5 tháng 2, 1999 (23 tuổi)   | FC Seoul                |
| 8   | TV     | Hong Hyun-seok | 16 tháng 6, 1999 (22 tuổi)  | LASK                    |
| 9   | TĐ     | Oh Se-hun      | 15 tháng 1, 1999 (23 tuổi)  | Shimizu S-Pulse         |
| 10  | TĐ     | Park Jeong-in  | 7 tháng 10, 2000 (21 tuổi)  | Busan IPark             |
| 11  | TV     | Yang Hyun-jun  | 25 tháng 5, 2002 (20 tuổi)  | Gangwon FC              |
| 12  | HV     | Cho Hyun-taek  | 2 tháng 8, 2001 (20 tuổi)   | Bucheon FC 1995         |
| 13  | TV     | Lee Kang-in    | 19 tháng 2, 2001 (21 tuổi)  | Mallorca                |
| 14  | TV     | Eom Ji-sung    | 9 tháng 5, 2002 (20 tuổi)   | Gwangju FC              |
| 15  | HV     | Park Jae-hwan  | 11 tháng 10, 2000 (21 tuổi) | Gyeongnam FC            |
| 16  | TV     | Kwon Hyeok-kyu | 13 tháng 3, 2001 (21 tuổi)  | Gimcheon Sangmu         |
| 17  | TV     | Lee Jin-yong   | 1 tháng 5, 2001 (21 tuổi)   | Daegu FC                |
| 18  | TV     | Jeong Sang-bin | 1 tháng 4, 2002 (20 tuổi)   | Grasshoppers            |
| 19  | TV     | Go Young-joon  | 9 tháng 7, 2001 (20 tuổi)   | Pohang Steelers         |
| 20  | HV     | Kim Hyun-woo   | 7 tháng 3, 1999 (23 tuổi)   | Ulsan Hyundai           |
| 21  | TM     | Min Seong-jun  | 22 tháng 7, 1999 (22 tuổi)  | Incheon United          |
| 22  | HV     | Kim Tae-hwan   | 25 tháng 3, 2000 (22 tuổi)  | Suwon Samsung Bluewings |
| 23  | TM     | Park Ji-min    | 25 tháng 5, 2000 (22 tuổi)  | Suwon Samsung Bluewings |

### Thái Lan
Huấn luyện viên: Worrawoot Srimaka
| 0#0 | Vị trí | Cầu thủ                    | Ngày sinh và tuổi           | Câu lạc bộ        |
| --- | ------ | -------------------------- | --------------------------- | ----------------- |
| 1   | TM     | Nopphon Lakhonphon         | 19 tháng 7, 2000 (21 tuổi)  | Buriram United    |
| 2   | HV     | Nakin Wisetchat            | 9 tháng 7, 1999 (22 tuổi)   | BG Pathum United  |
| 3   | HV     | Chatmongkol Rueangthanarot | 9 tháng 5, 2002 (20 tuổi)   | Chonburi FC       |
| 4   | HV     | Jonathan Khemdee           | 9 tháng 5, 2002 (20 tuổi)   | OB                |
| 5   | HV     | Kritsada Kaman             | 18 tháng 3, 1999 (23 tuổi)  | Chonburi FC       |
| 6   | TV     | Airfan Doloh               | 26 tháng 1, 2001 (21 tuổi)  | Buriram United    |
| 7   | TV     | Ekanit Panya               | 21 tháng 10, 1999 (22 tuổi) | Chiangmai United  |
| 8   | TĐ     | Korawich Tasa              | 7 tháng 4, 2000 (22 tuổi)   | Muangthong United |
| 9   | TĐ     | Patrik Gustavsson          | 19 tháng 4, 2001 (21 tuổi)  | Chiangmai FC      |
| 10  | TV     | Thanawat Suengchitthawon   | 8 tháng 1, 2000 (22 tuổi)   | Leicester City    |
| 11  | TV     | Channarong Promsrikaew     | 17 tháng 4, 2001 (21 tuổi)  | Unión Adarve      |
| 12  | HV     | Anusak Jaiphet             | 23 tháng 6, 1999 (22 tuổi)  | Port FC           |
| 13  | HV     | Yannick Nussbaum           | 30 tháng 8, 2003 (18 tuổi)  | Young Boys        |
| 14  | TĐ     | Achitpol Keereerom         | 21 tháng 10, 2001 (20 tuổi) | FC Augsburg II    |
| 15  | HV     | Songchai Thongcham         | 9 tháng 6, 2001 (20 tuổi)   | Chonburi FC       |
| 16  | HV     | Chonnapat Buaphan          | 22 tháng 3, 2004 (18 tuổi)  | BG Pathum United  |
| 17  | TĐ     | Suphanat Mueanta           | 2 tháng 8, 2002 (19 tuổi)   | Buriram United    |
| 18  | TV     | Sittichok Paso             | 28 tháng 1, 1999 (23 tuổi)  | FC Ryukyu         |
| 19  | TV     | Chayapipat Supunpasuch     | 25 tháng 2, 2001 (21 tuổi)  | Estoril B         |
| 20  | TM     | Supanut Suadsong           | 25 tháng 2, 1999 (23 tuổi)  | Bangkok United    |
| 21  | TĐ     | Marcel Sieghart            | 15 tháng 3, 2002 (20 tuổi)  | TSV Rain am Lech  |
| 22  | TV     | Ben Davis                  | 24 tháng 11, 2000 (21 tuổi) | Oxford United     |
| 23  | TM     | Soponwit Rakyart           | 25 tháng 1, 2001 (21 tuổi)  | Ayutthaya United  |

### Việt Nam
Huấn luyện viên :  Gong Oh-kyun
| 0#0 | Vị trí | Cầu thủ                         | Ngày sinh và tuổi           | Câu lạc bộ          |
| --- | ------ | ------------------------------- | --------------------------- | ------------------- |
| 1   | TM     | Nguyễn Văn Toản (đội phó)       | 26 tháng 11, 1999 (22 tuổi) | Hải Phòng           |
| 2   | HV     | Phan Tuấn Tài                   | 7 tháng 1, 2001 (20 tuổi)   | Đắk Lắk             |
| 3   | HV     | Lương Duy Cương                 | 7 tháng 11, 2001 (20 tuổi)  | SHB Đà Nẵng         |
| 4   | HV     | Bùi Hoàng Việt Anh (đội trưởng) | 1 tháng 1, 1999 (23 tuổi)   | Hà Nội              |
| 5   | HV     | Nguyễn Thanh Bình               | 2 tháng 11, 2000 (21 tuổi)  | Viettel             |
| 6   | HV     | Vũ Tiến Long                    | 4 tháng 4, 2002 (19 tuổi)   | Hà Nội              |
| 7   | TV     | Lê Văn Đô                       | 7 tháng 8, 2001 (20 tuổi)   | Phố Hiến            |
| 8   | TV     | Khuất Văn Khang                 | 11 tháng 5, 2003 (18 tuổi)  | Viettel             |
| 9   | TĐ     | Nguyễn Văn Tùng                 | 2 tháng 6, 2001 (20 tuổi)   | Hà Nội              |
| 10  | TĐ     | Trần Danh Trung                 | 3 tháng 10, 2000 (21 tuổi)  | Viettel             |
| 11  | TĐ     | Lê Minh Bình                    | 25 tháng 12, 1999 (22 tuổi) | Công An Nhân dân    |
| 12  | TM     | Đặng Tuấn Hưng                  | 1 tháng 5, 2000 (21 tuổi)   | Phố Hiến            |
| 13  | TV     | Huỳnh Công Đến                  | 19 tháng 8, 2001 (20 tuổi)  | Phố Hiến            |
| 14  | TĐ     | Nguyễn Văn Trường               | 9 tháng 10, 2003 (18 tuổi)  | Hà Nội              |
| 15  | TV     | Dụng Quang Nho                  | 1 tháng 1, 2000 (22 tuổi)   | Hải Phòng           |
| 16  | TV     | Võ Đình Lâm                     | 10 tháng 1, 2000 (21 tuổi)  | Hoàng Anh Gia Lai   |
| 17  | TV     | Nguyễn Hai Long                 | 27 tháng 8, 2000 (21 tuổi)  | Hà Nội              |
| 18  | TĐ     | Nhâm Mạnh Dũng                  | 12 tháng 4, 2000 (21 tuổi)  | Viettel             |
| 19  | HV     | Nguyễn Thanh Nhân               | 14 tháng 4, 2000 (21 tuổi)  | Hoàng Anh Gia Lai   |
| 20  | HV     | Đoàn Anh Việt                   | 15 tháng 8, 1999 (22 tuổi)  | Sài Gòn             |
| 21  | TM     | Quan Văn Chuẩn                  | 7 tháng 1, 2001 (20 tuổi)   | Hà Nội              |
| 22  | TV     | Lý Công Hoàng Anh (đội phó)     | 1 tháng 12, 1999 (22 tuổi)  | Topenland Bình Định |
| 23  | TV     | Trần Văn Công                   | 15 tháng 2, 1999 (22 tuổi)  | Hồng Lĩnh Hà Tĩnh   |

### Malaysia
Huấn luyện viên:  Brad Maloney
| 0#0 | Vị trí | Cầu thủ                   | Ngày sinh và tuổi           | Câu lạc bộ            |
| --- | ------ | ------------------------- | --------------------------- | --------------------- |
| 1   | TM     | Azri Ghani                | 30 tháng 4, 1999 (23 tuổi)  | Kuala Lumpur City     |
| 2   | HV     | Quentin Cheng             | 20 tháng 11, 1999 (22 tuổi) | Selangor              |
| 3   | HV     | Faiz Amer                 | 15 tháng 2, 2003 (19 tuổi)  | Selangor II           |
| 4   | HV     | Azrin Afiq                | 2 tháng 1, 2002 (20 tuổi)   | Selangor              |
| 5   | HV     | Harith Haiqal             | 22 tháng 6, 2002 (19 tuổi)  | Selangor              |
| 6   | TV     | Azam Azmi                 | 12 tháng 2, 2001 (21 tuổi)  | Terengganu            |
| 7   | TV     | Mukhairi Ajmal            | 7 tháng 11, 2001 (20 tuổi)  | Selangor              |
| 8   | TV     | Nik Akif                  | 11 tháng 5, 1999 (23 tuổi)  | Terengganu            |
| 9   | TĐ     | Hadi Fayyadh              | 22 tháng 1, 2000 (22 tuổi)  | Azul Claro Numazu     |
| 10  | TĐ     | Luqman Hakim Shamsudin    | 5 tháng 3, 2002 (20 tuổi)   | Kortrijk              |
| 11  | TĐ     | Syafik Ismail             | 1 tháng 3, 2000 (22 tuổi)   | Terengganu            |
| 12  | TV     | Hairiey Hakim             | 14 tháng 1, 2000 (22 tuổi)  | Terengganu            |
| 13  | TĐ     | Azfar Fikri               | 5 tháng 2, 2000 (22 tuổi)   | Terengganu II         |
| 14  | HV     | Zikri Khalili             | 25 tháng 6, 2002 (19 tuổi)  | Selangor              |
| 15  | HV     | Ubaidullah Shamsul Fazili | 30 tháng 11, 2003 (18 tuổi) | Projek FAM-MSN        |
| 16  | TV     | Syahir Bashah             | 16 tháng 9, 2001 (20 tuổi)  | Selangor              |
| 17  | HV     | Safwan Mazlan             | 22 tháng 2, 2000 (22 tuổi)  | Terengganu II         |
| 18  | TM     | Firdaus Irman Fadhil      | 23 tháng 7, 2001 (20 tuổi)  | PDRM                  |
| 19  | TĐ     | Danial Asri               | 1 tháng 4, 2000 (22 tuổi)   | Selangor              |
| 20  | TĐ     | Aiman Afif                | 18 tháng 2, 2001 (21 tuổi)  | Kedah Darul Aman      |
| 21  | HV     | Umar Hakeem               | 26 tháng 8, 2002 (19 tuổi)  | Johor Darul Ta'zim II |
| 22  | TĐ     | Ramadhan Saifullah        | 9 tháng 12, 2000 (21 tuổi)  | Johor Darul Ta'zim II |
| 23  | TM     | Rahadiazli Rahalim        | 28 tháng 5, 2001 (21 tuổi)  | Terengganu            |

## Bảng D

### Ả Rập Xê Út
Huấn luyện viên : Saad Al-Shehri
| 0#0 | Vị trí | Cầu thủ                 | Ngày sinh và tuổi           | Câu lạc bộ |
| --- | ------ | ----------------------- | --------------------------- | ---------- |
| 1   | TM     | Nawaf Al-Aqidi          | 10 tháng 5, 2000 (22 tuổi)  | Al-Tai     |
| 2   | HV     | Muhannad Al-Shanqeeti   | 12 tháng 3, 1999 (23 tuổi)  | Al-Ittihad |
| 3   | HV     | Waleed Al-Ahmed         | 3 tháng 5, 1999 (23 tuổi)   | Al-Faisaly |
| 4   | HV     | Khalifah Al-Dawsari     | 2 tháng 1, 1999 (23 tuổi)   | Al-Fateh   |
| 5   | HV     | Hassan Tambakti         | 9 tháng 2, 1999 (23 tuổi)   | Al-Shabab  |
| 6   | TV     | Ibrahim Mahnashi        | 18 tháng 11, 1999 (22 tuổi) | Al-Ettifaq |
| 7   | TV     | Ayman Yahya             | 14 tháng 5, 2001 (21 tuổi)  | Al-Ahli    |
| 8   | TV     | Hamed Al-Ghamdi         | 2 tháng 4, 1999 (23 tuổi)   | Al-Ettifaq |
| 9   | TĐ     | Firas Al-Buraikan       | 14 tháng 5, 2000 (22 tuổi)  | Al-Fateh   |
| 10  | TV     | Turki Al-Ammar          | 24 tháng 9, 1999 (22 tuổi)  | Al-Shabab  |
| 11  | TV     | Musab Al-Juwayr         | 20 tháng 6, 2003 (18 tuổi)  | Al-Hilal   |
| 12  | HV     | Moteb Al-Harbi          | 19 tháng 2, 2000 (22 tuổi)  | Al-Shabab  |
| 13  | HV     | Hamad Al-Yami           | 17 tháng 5, 1999 (23 tuổi)  | Al-Hilal   |
| 14  | TV     | Awad Al-Nashri          | 15 tháng 3, 2002 (20 tuổi)  | Al-Ittihad |
| 15  | TV     | Hussain Al-Eisa         | 29 tháng 12, 2000 (21 tuổi) | Al-Batin   |
| 16  | TV     | Ziyad Al-Johani         | 11 tháng 11, 2001 (20 tuổi) | Al-Ahli    |
| 17  | TĐ     | Haitham Asiri           | 23 tháng 1, 2000 (22 tuổi)  | Al-Ahli    |
| 18  | TV     | Meshal Al-Sebyani       | 11 tháng 4, 2001 (21 tuổi)  | Al-Faisaly |
| 19  | TĐ     | Abdullah Radif          | 20 tháng 1, 2003 (19 tuổi)  | Al-Hilal   |
| 20  | TĐ     | Mohammed Maran          | 15 tháng 2, 2001 (21 tuổi)  | Al-Tai     |
| 21  | TM     | Abdulrahman Al-Sanbi    | 3 tháng 2, 2001 (21 tuổi)   | Al-Ahli    |
| 22  | TM     | Abdulrahman Al-Shammari | 9 tháng 7, 2000 (21 tuổi)   | Najran     |
| 23  | HV     | Saud Abdulhamid         | 18 tháng 7, 1999 (22 tuổi)  | Al-Hilal   |

### UAE
Huấn luyện viên:  Denis Silva Puig
| 0#0 | Vị trí | Cầu thủ              | Ngày sinh và tuổi           | Câu lạc bộ        |
| --- | ------ | -------------------- | --------------------------- | ----------------- |
| 1   | TM     | Eisa Houti           | 6 tháng 12, 2000 (21 tuổi)  | Al-Ittihad Kalba  |
| 2   | HV     | Mohamed Al-Maazmi    | 16 tháng 1, 2001 (21 tuổi)  | Al-Nasr           |
| 3   | HV     | Yousif Ali Al-Mheiri | 30 tháng 11, 1999 (22 tuổi) | Al-Wasl           |
| 4   | HV     | Saeed Salem          | 8 tháng 4, 1999 (23 tuổi)   | Ajman             |
| 5   | HV     | Eid Khamis           | 20 tháng 5, 1999 (23 tuổi)  | Shabab Al-Ahli    |
| 6   | TV     | Ahmed Mahmoud        | 6 tháng 1, 2001 (21 tuổi)   | Emirates          |
| 7   | TĐ     | Rashid Mubarak       | 8 tháng 3, 1999 (23 tuổi)   | Hatta             |
| 8   | TV     | Abdulla Abdelaziz    | 10 tháng 6, 2002 (19 tuổi)  | Ajman             |
| 9   | TĐ     | Abdulla Abdulrahman  | 25 tháng 1, 2000 (22 tuổi)  | Khor Fakkan       |
| 10  | TĐ     | Saeed Al-Kaabi       | 25 tháng 1, 1999 (23 tuổi)  | Emirates          |
| 11  | TĐ     | Yaser Al-Blooshi     | 25 tháng 4, 2001 (21 tuổi)  | Al-Itttihad Kalba |
| 12  | HV     | Ahmed Abdulla        | 16 tháng 1, 1999 (23 tuổi)  | Shabab Al-Ahli    |
| 13  | HV     | Faris Khalil         | 8 tháng 10, 2000 (21 tuổi)  | Emirates          |
| 14  | TĐ     | Fahad Badr           | 9 tháng 3, 2001 (21 tuổi)   | Emirates          |
| 15  | TĐ     | Mansoor Saeed        | 29 tháng 3, 2003 (19 tuổi)  | Al-Wahda          |
| 16  | TV     | Hussain Mahdi        | 24 tháng 7, 2000 (21 tuổi)  | Al-Nasr           |
| 17  | TM     | Suhail Abdulla       | 26 tháng 8, 1999 (22 tuổi)  | Emirates          |
| 18  | HV     | Zayed Sultan         | 11 tháng 4, 2001 (21 tuổi)  | Al-Jazira         |
| 19  | TĐ     | Eisa Khalfan         | 12 tháng 3, 2003 (19 tuổi)  | Al-Ain            |
| 20  | HV     | Abdulla Idrees       | 16 tháng 8, 1999 (22 tuổi)  | Al-Jazira         |
| 21  | TV     | Abdulla Al-Balushi   | 21 tháng 3, 1999 (23 tuổi)  | Baniyas           |
| 22  | TM     | Rakaan Al-Menhali    | 27 tháng 3, 2001 (21 tuổi)  | Al-Jazira         |
| 23  | TĐ     | Ghanem Ahmed         | 28 tháng 9, 1999 (22 tuổi)  | Al-Wasl           |

### Nhật Bản
Huấn luyện viên : Go Oiwa
| 0#0 | Vị trí | Cầu thủ           | Ngày sinh và tuổi | Câu lạc bộ                 |
| --- | ------ | ----------------- | ----------------- | -------------------------- |
| 1   | TM     | Leo Brian Kokubo  | 23 tháng 1, 2001  | Benfica                    |
| 2   | HV     | Riku Handa        | 1 tháng 1, 2002   | Montedio Yamagata          |
| 3   | HV     | Seiya Baba        | 24 tháng 10, 2001 | Tokyo Verdy                |
| 4   | HV     | Kaito Suzuki      | 25 tháng 8, 2002  | Tochigi SC                 |
| 5   | HV     | Seiji Kimura      | 24 tháng 8, 2001  | Montedio Yamagata          |
| 6   | TV     | Daiki Matsuoka    | 1 tháng 6, 2001   | Shimizu S-Pulse            |
| 7   | TV     | Rihito Yamamoto   | 12 tháng 12, 2001 | Tokyo Verdy                |
| 8   | TV     | Joel Chima Fujita | 16 tháng 2, 2002  | Yokohama F. Marinos        |
| 9   | TĐ     | Shota Fujio       | 2 tháng 5, 2001   | Tokushima Vortis           |
| 10  | TV     | Koki Saito        | 10 tháng 8, 2001  | Lommel SK                  |
| 11  | TĐ     | Mao Hosoya        | 7 tháng 9, 2001   | Kashiwa Reysol             |
| 12  | TM     | Zion Suzuki       | 21 tháng 8, 2002  | Urawa Red Diamonds         |
| 13  | TV     | Kein Sato         | 11 tháng 7, 2001  | Meiji University           |
| 14  | TV     | Fuki Yamada       | 10 tháng 7, 2001  | Kyoto Sanga                |
| 15  | HV     | Taiga Hata        | 20 tháng 1, 2002  | Shonan Bellmare            |
| 16  | HV     | Takashi Uchino    | 7 tháng 3, 2001   | Fortuna Dusseldorf         |
| 17  | HV     | Hijiri Kato       | 16 tháng 9, 2001  | V-Varen Nagasaki           |
| 18  | TĐ     | Yuito Suzuki      | 25 tháng 10, 2001 | Shimizu S-Pulse            |
| 19  | TV     | Kuryu Matsuki     | 30 tháng 4, 2003  | FC Tokyo                   |
| 20  | TV     | Shunsuke Mito     | 28 tháng 9, 2002  | Albirex Niigata            |
| 21  | TĐ     | Taika Nakashima   | 8 tháng 6, 2002   | Hokkaido Consadole Sapporo |
| 22  | HV     | Anrie Chase       | 24 tháng 8, 2004  | VfB Stuttgart II           |
| 23  | TM     | Masato Sasaki     | 1 tháng 5, 2002   | Kashiwa Reysol             |

### Tajikistan
Huấn luyện viên: Mukhsin Mukhamadiev
| 0#0 | Vị trí | Cầu thủ               | Ngày sinh và tuổi           | Câu lạc bộ       |
| --- | ------ | --------------------- | --------------------------- | ---------------- |
| 1   | TM     | Khuseyn Azizov        | 21 tháng 5, 2002 (20 tuổi)  | Regar-TadAZ      |
| 2   | HV     | Dzhonibek Sharipov    | 15 tháng 1, 2001 (21 tuổi)  | CSKA Pamir       |
| 3   | HV     | Mukhammad Naskov      | 27 tháng 5, 1999 (23 tuổi)  | Khatlon          |
| 4   | TV     | Emomali Akhmadkhon    | 4 tháng 5, 2002 (20 tuổi)   | Regar-TadAZ      |
| 5   | HV     | Shohrukh Sangov       | 31 tháng 10, 2002 (19 tuổi) | Fayzkand         |
| 6   | HV     | Naimdzhon Ibragimzoda | 11 tháng 7, 1999 (22 tuổi)  | Khujand          |
| 7   | TV     | Karomatullo Saidov    | 12 tháng 10, 1999 (22 tuổi) | Khujand          |
| 8   | TV     | Abdulmumin Zabirov    | 4 tháng 8, 2001 (20 tuổi)   | Eskhata          |
| 9   | TV     | Sharafdzhon Solekhov  | 14 tháng 12, 1999 (22 tuổi) | CSKA Pamir       |
| 10  | TV     | Islom Zoirov          | 12 tháng 1, 2002 (20 tuổi)  | Istiklol         |
| 11  | TĐ     | Rustam Soirov         | 12 tháng 9, 2002 (19 tuổi)  | Istiklol         |
| 12  | HV     | Firdavs Alinazarov    | 6 tháng 11, 2001 (20 tuổi)  | Khatlon          |
| 13  | TĐ     | Amadoni Kamolov       | 16 tháng 1, 2003 (19 tuổi)  | Rayo Majadahonda |
| 14  | TV     | Sharifbek Rakhmatov   | 1 tháng 9, 2002 (19 tuổi)   | Turon Yaypan     |
| 15  | HV     | Alisher Barotov       | 10 tháng 9, 1999 (22 tuổi)  | Khujand          |
| 16  | TM     | Shokhrukh Kirgizboev  | 1 tháng 5, 2002 (20 tuổi)   | Khujand          |
| 17  | TĐ     | Mukhammadali Azizboev | 4 tháng 1, 2003 (19 tuổi)   | Khujand          |
| 18  | HV     | Daler Yodgorov        | 1 tháng 5, 2000 (22 tuổi)   | Khujand          |
| 19  | HV     | Khuseyn Nurmatov      | 10 tháng 5, 2000 (22 tuổi)  | Istaravshan      |
| 20  | TV     | Umardzhon Sharipov    | 5 tháng 6, 2000 (21 tuổi)   | Khatlon          |
| 21  | TV     | Sorbon Avgonov        | 29 tháng 11, 2000 (21 tuổi) | Khujand          |
| 22  | TĐ     | Sunatullo Ismoilov    | 28 tháng 4, 2002 (20 tuổi)  | Khatlon          |
| 23  | TM     | Akhlidin Khabibulloev | 11 tháng 8, 2000 (21 tuổi)  | Fayzkand         |